# Michel Larneuil
 (septembre 2017).
Si vous disposez d'ouvrages ou d'articles de référence ou si vous connaissez des sites web de qualité traitant du thème abordé ici, merci de compléter l'article en donnant les références utiles à sa vérifiabilité et en les liant à la section « Notes et références ».
Pour les articles homonymes, voir Batbedat.
Œuvres principales
Roman de la bégum Sombre
Jean Batbedat, connu sous le nom de plume Michel Larneuil (né le 15 février 1926 à Paris dans le quartier Saint-Germain-des-Prés et mort le 3 juillet 2011 dans la même ville) est un diplomate, écrivain et romancier français.

## Biographie
Michel Larneuil est le nom de plume de Jean Batbedat. Il a utilisé le nom de l’ancienne maison familiale de Poyanne, appelée Larreneuy.
Il est le fils de Gérard Batbedat (1886-1936), directeur du Studio des Champs-Élysées, et Jeanne Laborde (1895-1986) alias Claude Fayet, femme de lettres. Il est le frère ainé de Vincent Batbedat (1932-2010).
Après une petite enfance à Paris, il revient à 10 ans dans la maison familiale à Poyanne, avec sa mère, sa sœur Micheline, et son frère Vincent, à la suite du décès de leur père (Gérard Batbedat est décédé à l’âge de 50 ans, à la suite de l’inhalation de gaz dans les tranchées de la guerre de 1914-1918).
Jean Batbedat est pensionnaire au Collège de Dax (dit « Cendrillon ») jusqu’à la fin de ses études supérieures de Lettres Classiques (latin-grec).
Après des études d’orientaliste à Paris (École nationale des langues orientales vivantes), il acquiert un brevet en hindi et chinois en 1951.
Il devient diplomate, séjourne longtemps à l'étranger, notamment en Inde (1952-1955 puis 1960-1962), à Delhi et Calcutta, travaillant pour l’Alliance française, le consulat et l’ambassade de France. Il part ensuite en poste en Tunisie (1963-1966) et en URSS (1966-1969), puis est nommé ambassadeur extraordinaire et plénipotentiaire de France en Irlande en 1982 où il reste 3 ans.
Entre ces postes à l’étranger, il exerce différentes fonctions au Ministère des Affaires étrangères, au Quai d'Orsay à Paris.
Il est le vice-président de l’Association France Union indienne (AFUI), œuvrant depuis 1956 à la création d’un espace de rencontre sur l’Inde contemporaine, ainsi que président de l’association « Aide et Action », fondée en 1981, dont la mission est de contribuer à l’éducation des enfants du tiers monde.
Membre du Conseil d'administration de la Casa de Velázquez en 1979.
En 1988, il est distingué par le titre d’officier de l’ordre national de la Légion d'honneur.
En 2009,il est nommé à l’Ordre du Mérite
Selon sa volonté, il repose dans une tombe jumelle de celle son frère Vincent, dans le cimetière du petit village de Teillay-le-Gaudin en Beauce.

## Unions et enfants
Il épouse, en 1956, Suzanne Magnier, également diplomate. De cette union naîtront deux enfants.
Tout au long de sa vie, il reste très attaché à sa famille et en particulier à sa mère, Claude Fayet, femme de lettres, et à son frère Vincent, sculpteur.

## Diplomate et écrivain
Dès son plus jeune âge, Jean Batbedat est passionné par les horizons lointains. Ses différents séjours en Inde sont une véritable révélation. Il y situe plusieurs de ses romans, notamment La Petite Marche du Télengana (prix Claude Farrère en 1969) et le Roman de la bégum Sombre (1981) qui a connu un grand succès.
Cité comme un « fin lettré » et « grand diplomate » à travers différents témoignages, il cultive l’art de la discrétion.
En 1968, il acquiert, avec son épouse, une maison en Côtes-d'Armor, dans une voie sans issue, au lieu-dit « Trévros », à proximité du bourg de Plouha, où il finit d’écrire la plupart de ses romans. Il avait, étant enfant, passé des vacances à l'Arcouest.
Épris de solitude, fier de l’histoire de France et son héritage, amoureux de rugby et des vins de Bordeaux, il est à tout jamais attaché à son coin de Chalosse, qu’il parcourt à pied et à bicyclette durant toute son adolescence avec son frère et ses cousins. Il retranscrit cet amour pour la terre de Gascogne, sa dévotion aux gloires de ce pays (Henri IV, d'Artagnan, Montaigne...) et sa fierté d’être Gascon dans l’un de ses derniers livres, Si l’Adour avait voulu.
Pudique, il reste, pour ceux qui l’ont connu, un être profondément malicieux et secret, exprimant, dans ses écrits, ses doutes et ses convictions les plus profondes.

## Œuvres
Au total, il est l’auteur d'une dizaine de romans :
- Roman de la Bégum Sombre, éditions Albin Michel, 1981  (ISBN 222601117X et 978-2226011176).
- Le Vautour et l'Enfant, édition Kailash, 1997 ; éditions Albin Michel, 1971.
- Le Dieu assassiné, éditions Albin Michel, 1974 puis 1983 (ASIN B071V5GBGP).
- Le Rendez-vous du Kentucky, éditions Albin Michel, 1983.
- Le Mercenaire du Gange, éditions Albin Michel, 1995 ; Librairie générale française, 2002.
- Si l'Adour avait voulu, éditions Albin Michel, 1988 ; Librairie générale française, 1990.
- La Petite Marche du Télengana, éditions Albin Michel, 1968 et 1969 ; Éditions Rencontre, 1969. (Prix Claude-Farrère, 1969. Prix de Bretagne. Prix des Quatre-Jurys)